# A33“奋进号”重战车
A33“奋进号”重战车是一个英国在二战时因为丘吉尔坦克出现了性能上的问题而制造的以克伦威尔坦克为基础制造的实验性重型坦克。

## 研发过程
在1942年8月的 迪耶普戰役后，丘吉尔坦克被发现并不如预期的一样优秀。另外，英国还计划设计一款一款能够同时执行巡航坦克和步兵坦克任务的坦克。 在这两种坦克仍在生产的时候，军方就已经显示了对通用组件的标准化的兴趣。而这款设计使用了克伦威尔坦克的梅里特－布朗传动装置和劳斯莱斯流星引擎的组合 。英国电气一共建造了两辆使用克伦威尔坦克底盘的原型车。而第一辆使用了M6重型坦克的悬挂，第二辆使用了带有装甲裙板的克伦威尔坦克的加宽履带。并包括了安装附加装甲和QF75mm火炮。但是当早期型的丘吉尔坦克的技术问题被解决之后，这个工程就停止了。

## 现存品
- 第二辆试验车现在被保存在英国的波文顿坦克博物馆中展出。

## 参看
- T14重型坦克